# Breviks gård, Lidingö

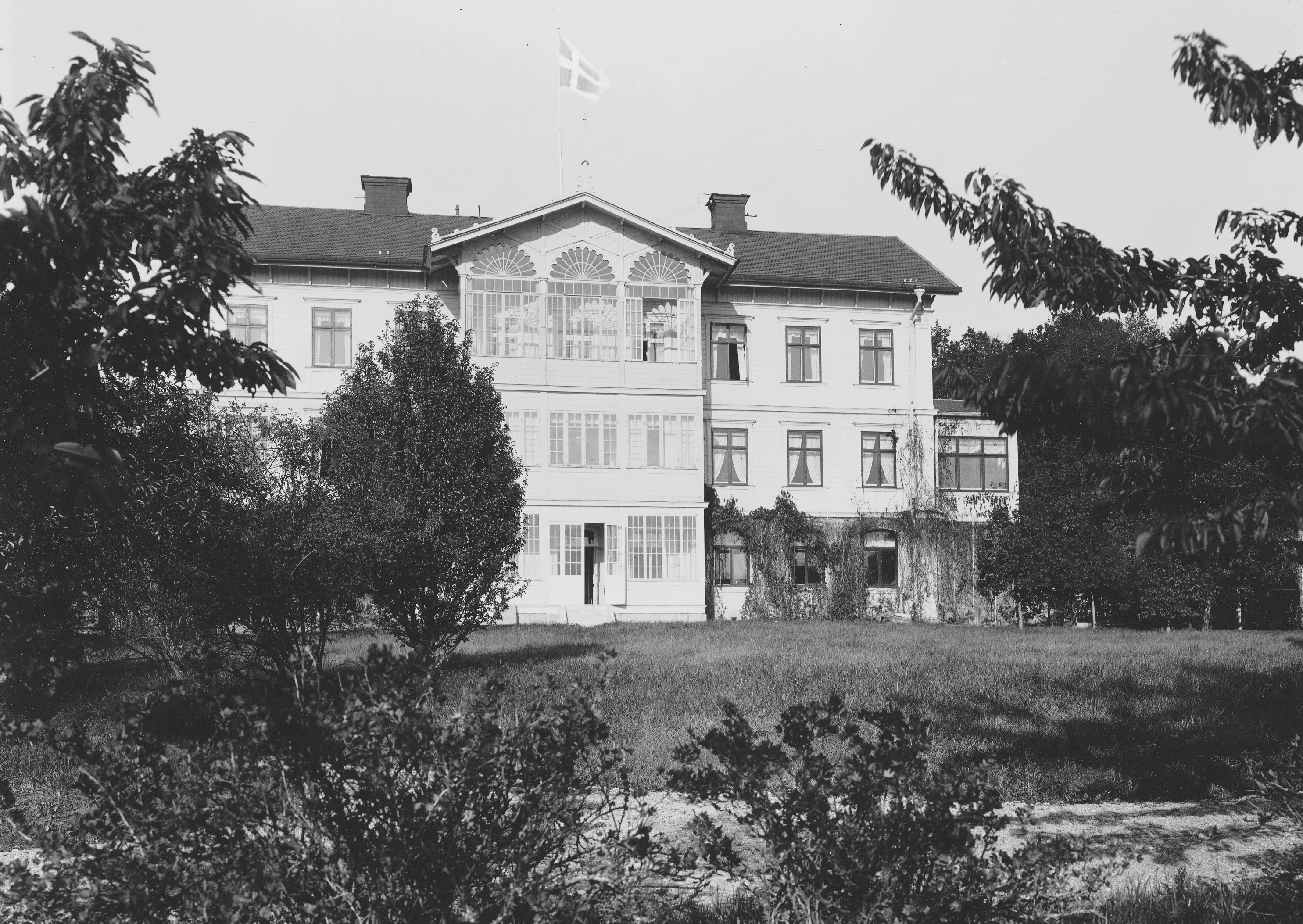
Breviks herrgård, fasad mot söder, omkring 1910.

Breviks gård (äldre stavning Bredvik) var en herrgård och en egendom som låg i nuvarande kommundelen Brevik i Lidingö kommun. Gården, som gav kommundelen sitt namn, hade anor tillbaka till 1300-talet. Sista huvudbyggnaden uppfördes 1880 och revs 1987. På platsen står idag några flerbostadshus och Breviks centrum med Lidingöbanans hållplats Brevik.

## Historik

### Gården mellan 1300- och 1800-talet

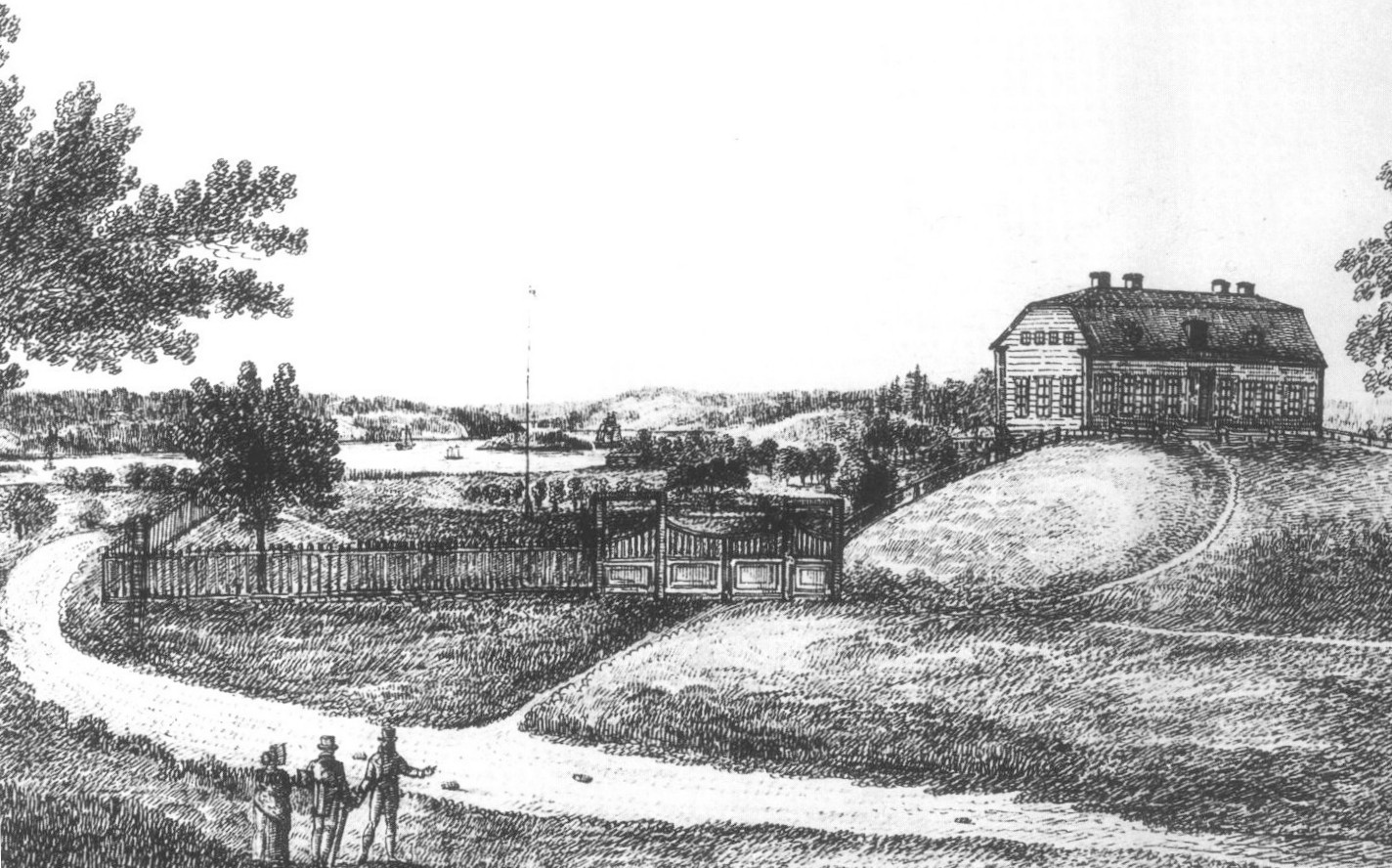
Breviks herrgård enligt Cederholm, 1816.

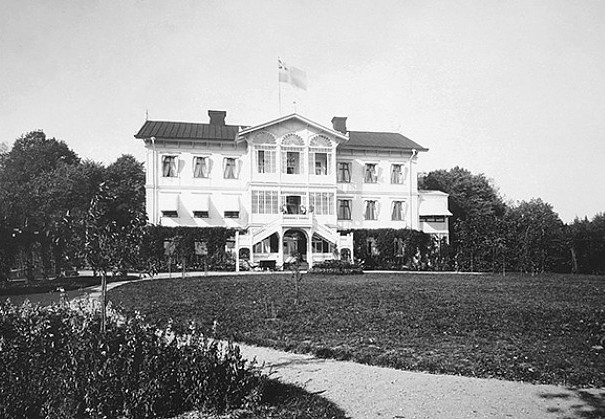
Breviks herrgård mot söder, 1900.

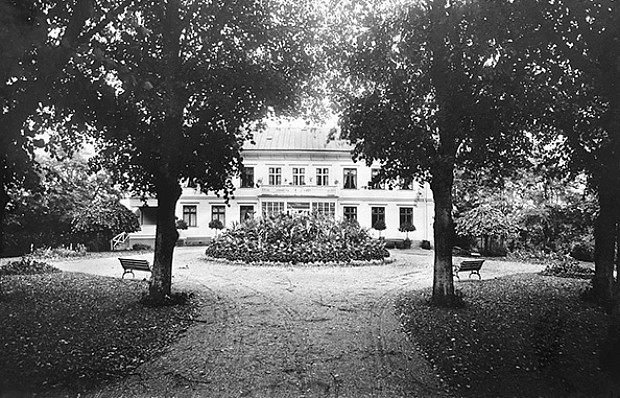
Breviks herrgård mot norr, 1900.

Ortnamnet Brevik betyder ”breda viken”. Gården omnämns 1498 i Jöns Ulfssons jordebok som Bredewijk. Brevik tillhörde några av de första större lantbruksgårdar som etablerades på Lidingön under tidigt 1300-tal. I slutet av 1400-talet blev hela Lidingö en del av Djursholms godset som styrdes av släkten Banér. Någon gång i början av 1500-talet lät Banérs uppföra en större byggnad i Brevik vilken man förmodar nyttjades som herresäte för Lidingös alla gårdar.
På Lidingöns äldsta kända karta från 1661 är Breviks huvudbyggnad utmärkt med en symbol i form av ett torn med flagga högst upp, vilket betecknade ett herresäte. Liknande symboler syns  på Bogesundslandet, exempelvis vid säterierna Frösvik och Bogesund. Brevik kallades under denna tid för Stora Brevik för att skilja på Lilla Brevik, som låg vid Rödstuguviken i Sticklinge där en roddfärja fanns anordnad mellan Lidingö och Djursholm som bekostades av Banér. På 1750-talet bodde marinofficeren Paul Banér, gift med Anna Charlotta Kurck, på Breviks gård och deras tre barn anses vara födda på gården; Johan Axel, Anna Maria och Per Gustaf. 1774 upplöstes Djursholms fideikommiss och Lidingös gårdar såldes. De gamla gårdsnamnen kom sedermera ge upphov till många av dagens kommundelsnamn i Lidingö kommun.
I början av 1800-talet uppfördes en ny huvudbyggnad till Breviks gård som beboddes från cirka 1824 och fram till 1879 av kofferdikapten Per Anders Nordvall (1794-1840) och hans hustru Maria Vilhelmina. Man antar att Nordvall köpte Breviks gård av Banérs. 1823 upprättades en ny brandförsäkring för alla fastigheter på Breviks gård vilket tyder på att Nordvalls flyttade in som nya ägare på Breviks gård vid denna tid. 
På en teckning upprättad 1816 av Axel Fredrik Cederholm syns huvudbyggnaden från nordost med Lilla Värtan i bakgrunden. Huset har en våning mot norr och två mot söder (på grund av sluttningen). Det tycks vara ett knuttimrat trähus under ett valmat och brutet mansardtak. Till gården hörde flera mindre stugor för anställda drängar och pigor samt ett dussintal ekonomibyggnader som stall, ladugård och smedja.
Herrgårdshuset var placerat på en höjd med vidsträckt utsikt över Lilla Värtan. År 1879 brann mangården ner. Året efter tog kapten Erik Ström (1820-1888) över gården och lät uppföra en ny huvudbyggnad. Den fick två våningar mot norr och tre mot söder och gestaltades i tidens lätta arkitektur för sommarvillor med en två våningar hög, inglasad veranda och allehanda lövsågerier. Åt söder fanns en praktfull dubbeltrappa som ledde från trädgården upp till bottenvåningen.
År 1884 köptes gården av Jean Bolinder, den ena av bröderna Bolinder som grundade Bolinders Mekaniska verkstad. 1895 såldes gården tillsammans med grannhemmanen Gåshaga och Käppala vidare till juristen och företagaren Gustaf Holm, verkställande direktör för bokförlaget P.A. Norstedt & Söner. Då omfattade egendomen 800 tunnland.

Historiska kartor
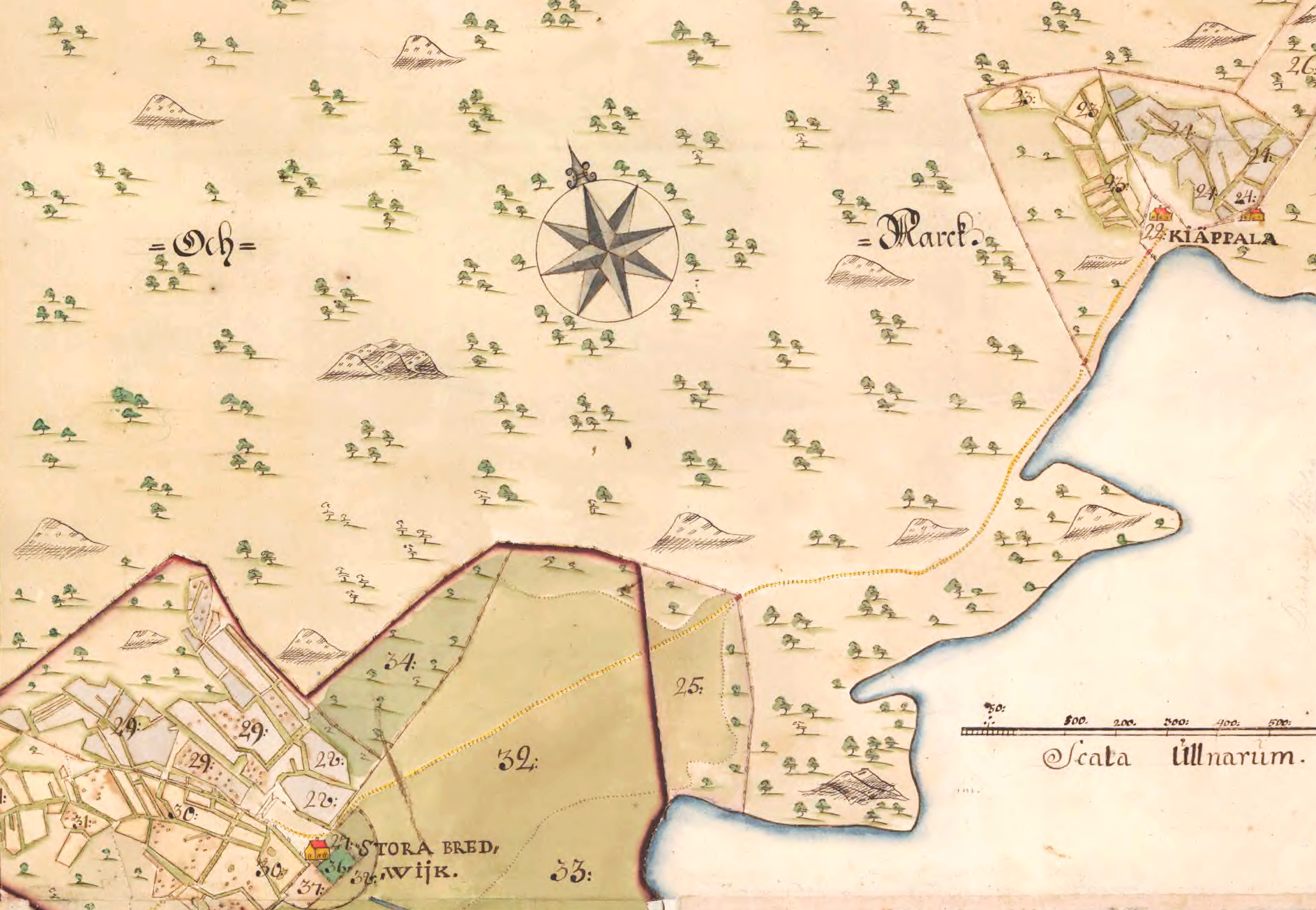
1720.
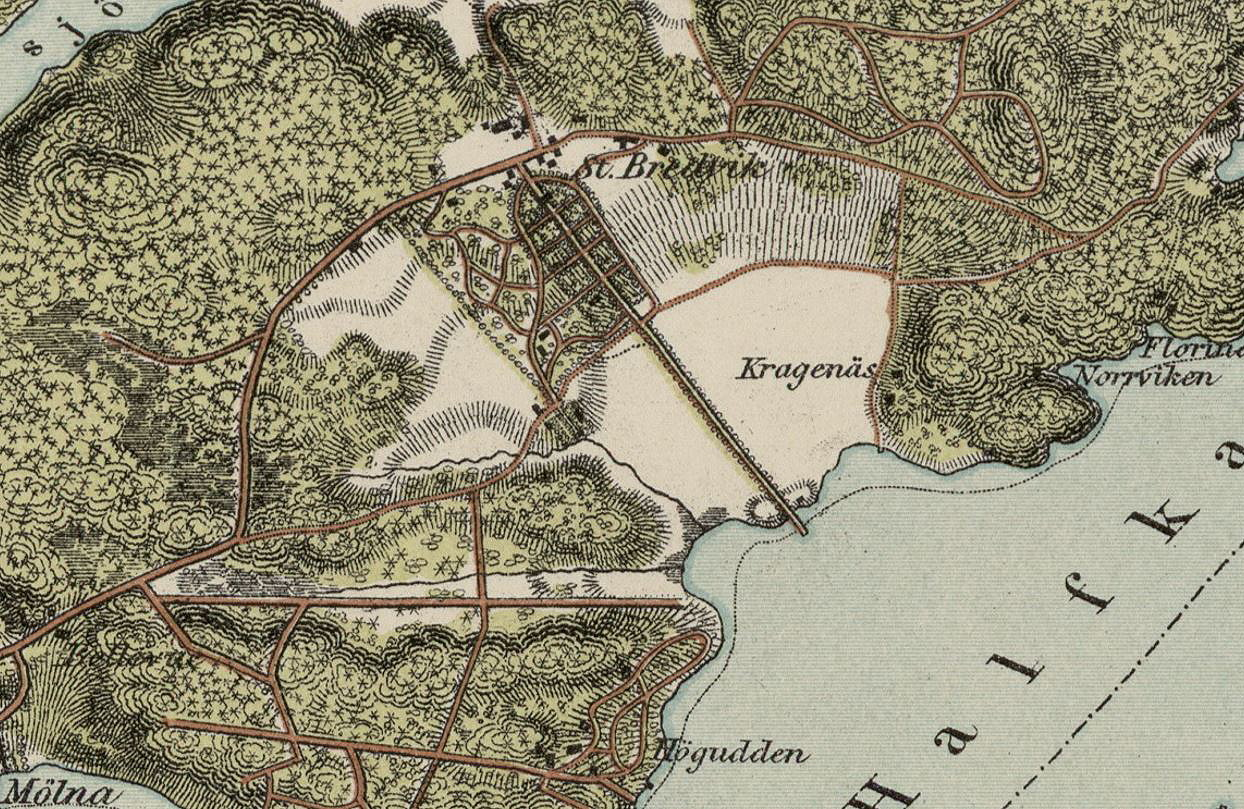
1861.
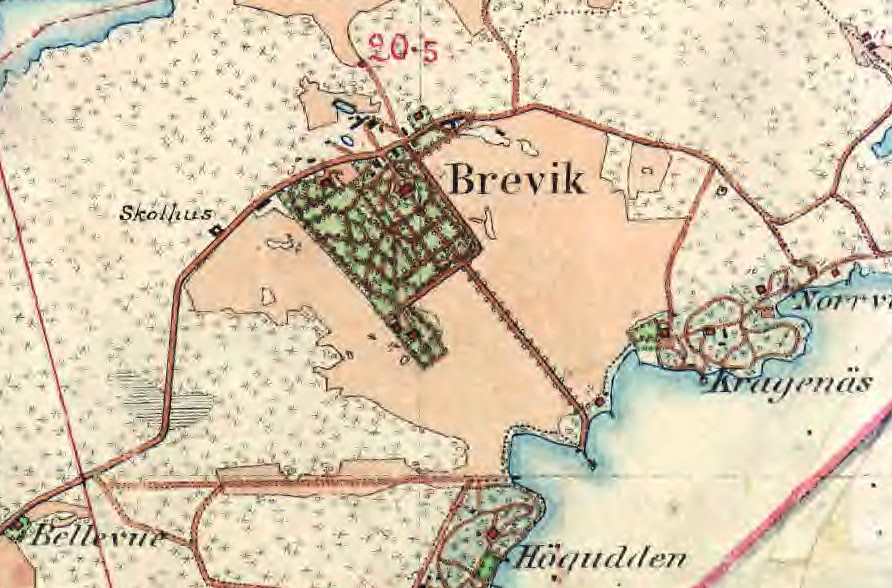
1901.
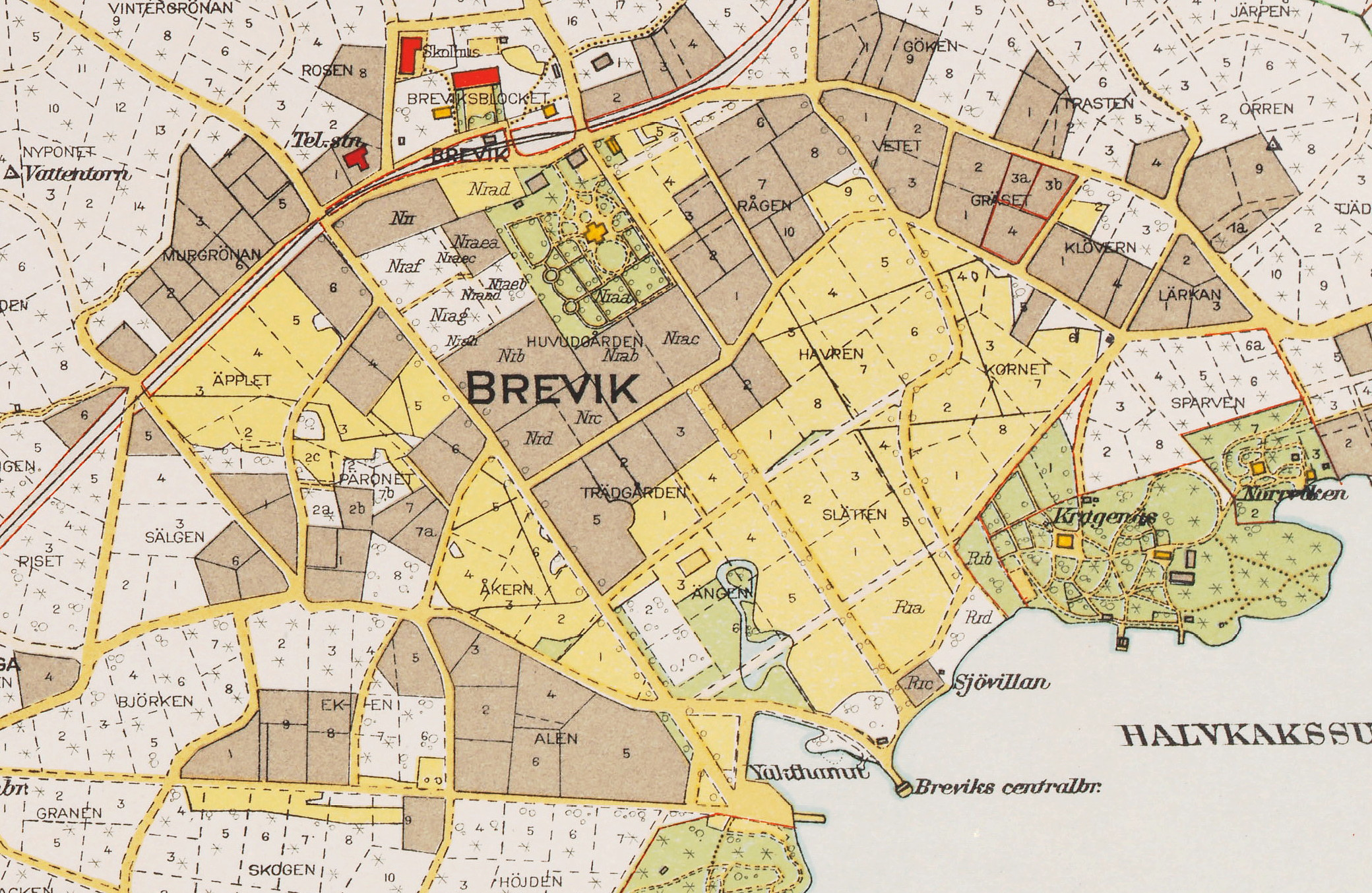
1920.

### Lidingö-Brevik Villastad
År 1906, i samband med att villastäder började uppföras av olika tomtbolag runt om på Lidingön, sålde Gustaf Holm Breviks gård för 2,5 miljoner kronor med all skogs- och jordbruksmark till finansmannen Allan Abenius. Han lät stycka upp marken för att anlägga ”den vita villastaden vid segelleden” och bosatte sig själv i den efter honom uppkallade Abeniuska Villan vid dagens Östra Allén 6 (byggnaden finns fortfarande kvar). Bakom projektet stod Fastighets AB Lidingö-Brevik, grundat av Abenius. I en samtida reklambroschyr kunde man bland annat läsa:
| ” | De tusentals stockholmare, som under sommaren söka sig ut i skärgården, ha icke kunnat undgå att vid förbifarten fästa blicken på Lidingö-Brevik, där det ligger, på samma gång öppet som afskildt med den af herrgårdsbyggnaden dominerande sluttningen, hvilken sakta stiger emot den skogsklädda horisontlinjen i norr […] Det område, som nu upplåtits till villabebyggelse sträcker sig från Mölna ägor i väster till Käppala hamn i öster […] En helt kort promenad på villaområdet ger vid handen hvilken förtjusande utsikt som öfverallt erbjuder sig på Lidingö-Brevik… | „ |

Lidingö-Brevik fastighetsbolag poängterade även att konstnären Klas Fåhraeus just var i färd att låta bygga ett ”ståtligt palats med tillhörande tavelgalleri” (se Villa Fåhraeus) och att ledningar för vatten, avlopp och elektricitet är framdragna till villatomternas gränser.

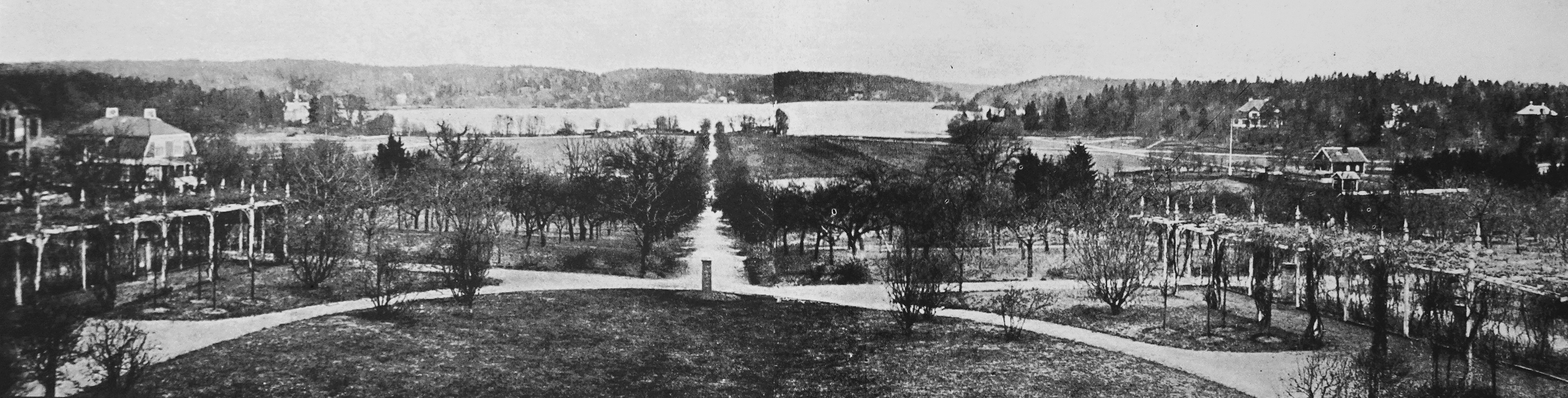
Panoramavy från Breviks gård söderut med Breviks allé i mitten och Lilla Värtan i fonden, 1910.

Projektet blev lyckosamt, till följd av allmänt rådande goda ekonomiska konjunkturer. De nyinflyttade villaägarna var välbärgade Stockholmare som kunde bygga stora palatsartade hus med 28–30 rum. De krävde dock en snabb kommunikation året runt till och från Stockholm. Det problemet löstes genom att ett eget rederi bildades och ett modernt ångfartyg, S/S Brevik, anskaffades 1909, byggt på Eriksbergs varv i Göteborg. Den nya Centralbryggan anlades och härifrån gick trafiken till och från Nybrokajen i centrala Stockholm. Längst ut på bryggan uppfördes även en vänthall och ett badhus i jugendstil ritade av arkitekten Ferdinand Boberg.
Breviks herrgårdsbyggnad fick stå kvar och användes för olika ändamål, bland annat som semesterhem för medarbetare på Norstedt & Söner och som konvalescenthem för Nådhammarföreningen. Första världskrigets utbrott 1914 innebar att villabyggen avstannade. Efter kriget fick Lidingö-Brevik Villastad återigen ett uppsving och flera nya villor tillkom. På en karta från 1920-talet framgår tomtstyckningsplanen med villatomter söder om huvudbyggnaden ända ner till stranden. Så blev det dock inte, kvarteren till höger och vänster om Brevik allé förblev  obebyggda, bortsedd från fotbollsplan och tennisbana (dagens Breviks IP). 
Under den stora depressionen på 1930-talet stannade villabyggandet återigen upp och inget byggdes med undantag för Breviks kyrka (invigd 1937). Breviks gårds en gång så ståtliga huvudbyggnad förvanskades under tiden allt mer och saknade också kulturhistoriskt värde. Huset revs slutligen i september 1987 för att ge plats åt nuvarande bebyggelsen med flerbostadshus och centrumanläggning som invigdes fem år senare. Herrgårdsstigen och kvarteret Breviks gård påminner fortfarande om den historiska gården. Dagens kommundel Brevik sträcker sig från Mölna i väster till Käppala i öster och från Stockby i norr till Lilla Värtan i söder.
Till Breviks stora trädgårds- och parkanläggning hörde flera alléer som namngav dagens Västra Allén, Stora Allén och Östra Allén. Deras planteringar är delvis bevarade, liksom grindstolparna till trädgården vid dagens Trädgårdsvägen.

### Nutida bilder

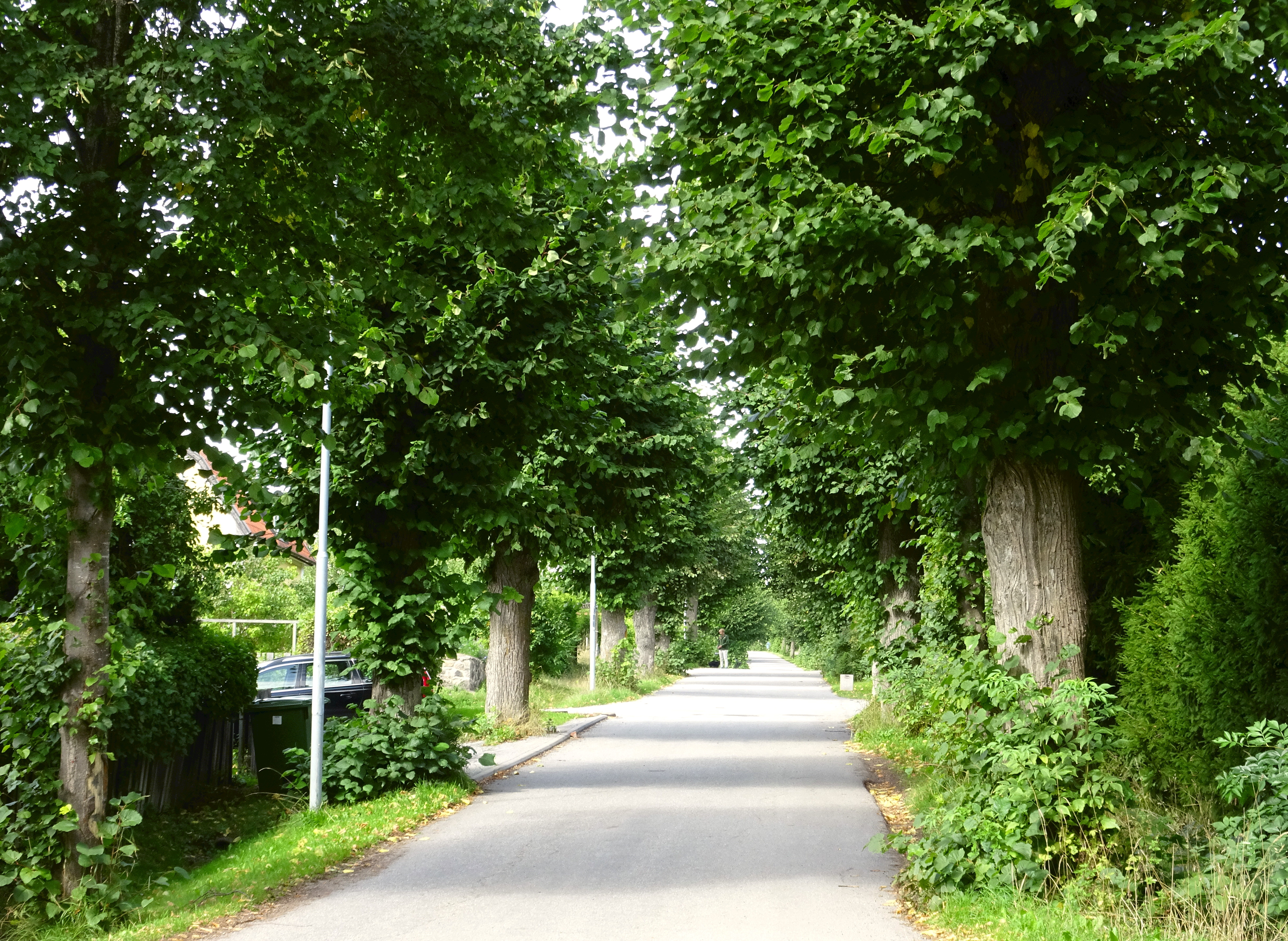
Västra allén.
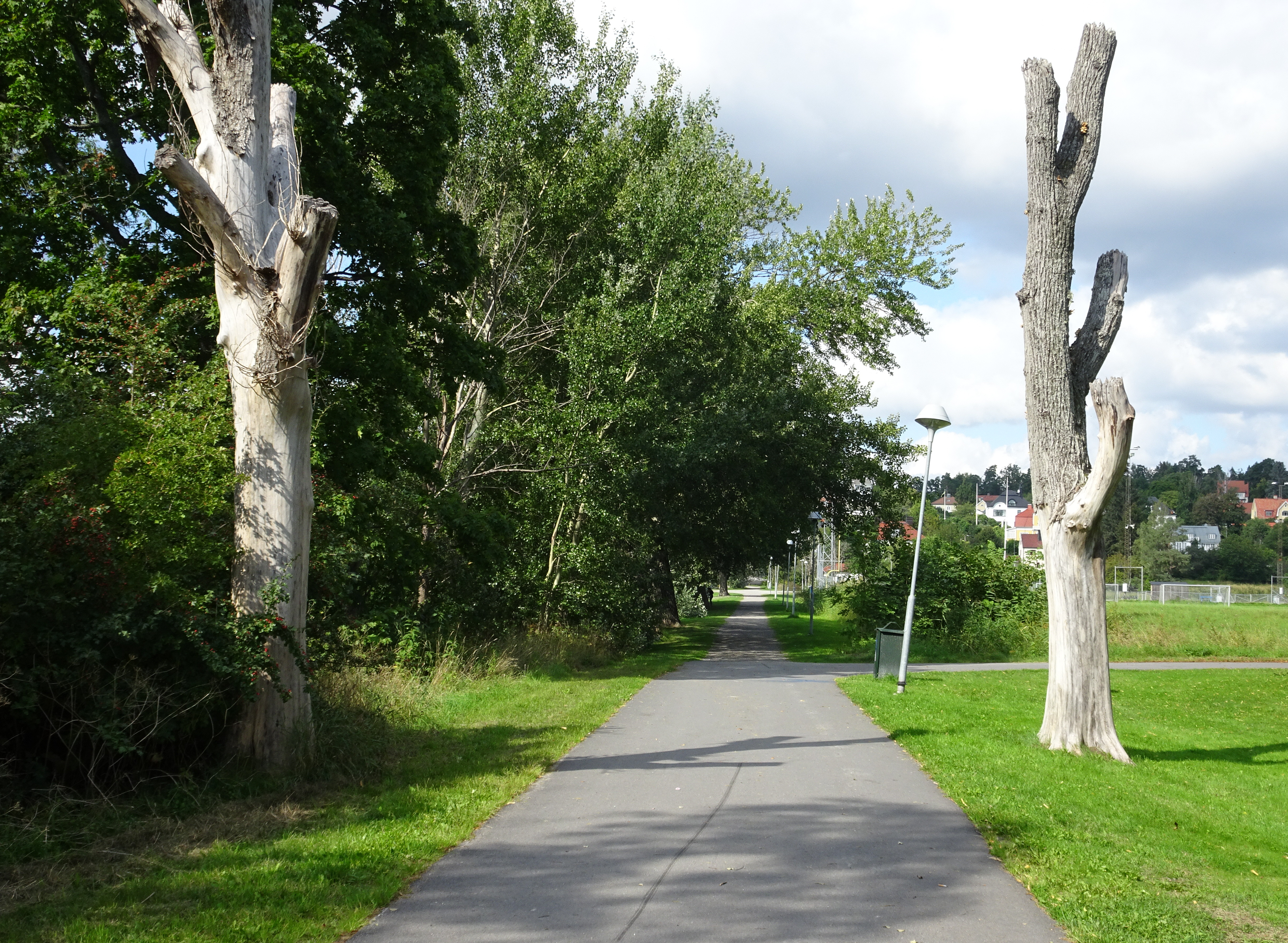
Stora allén.
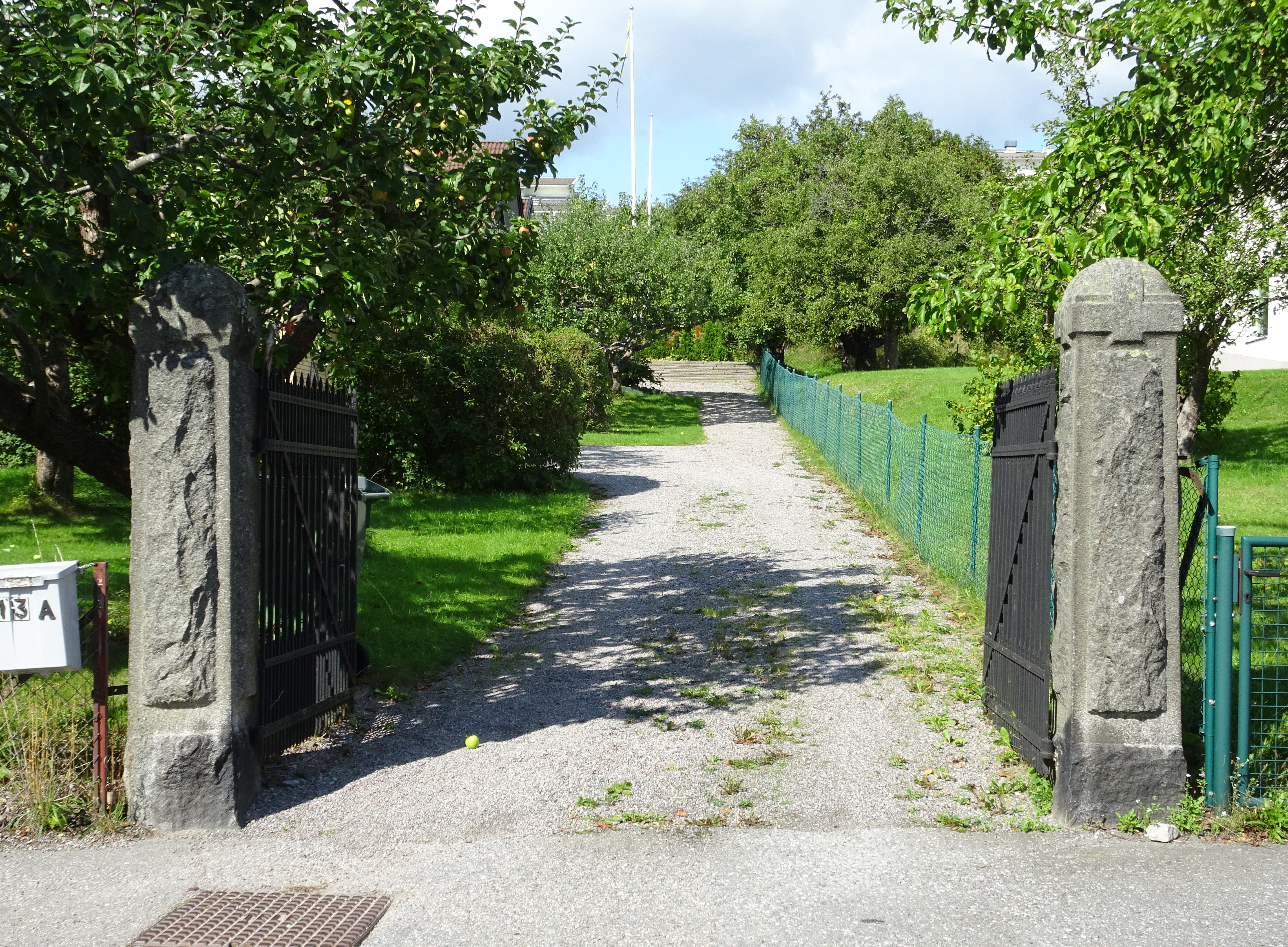
Gårdens grindstolpar.
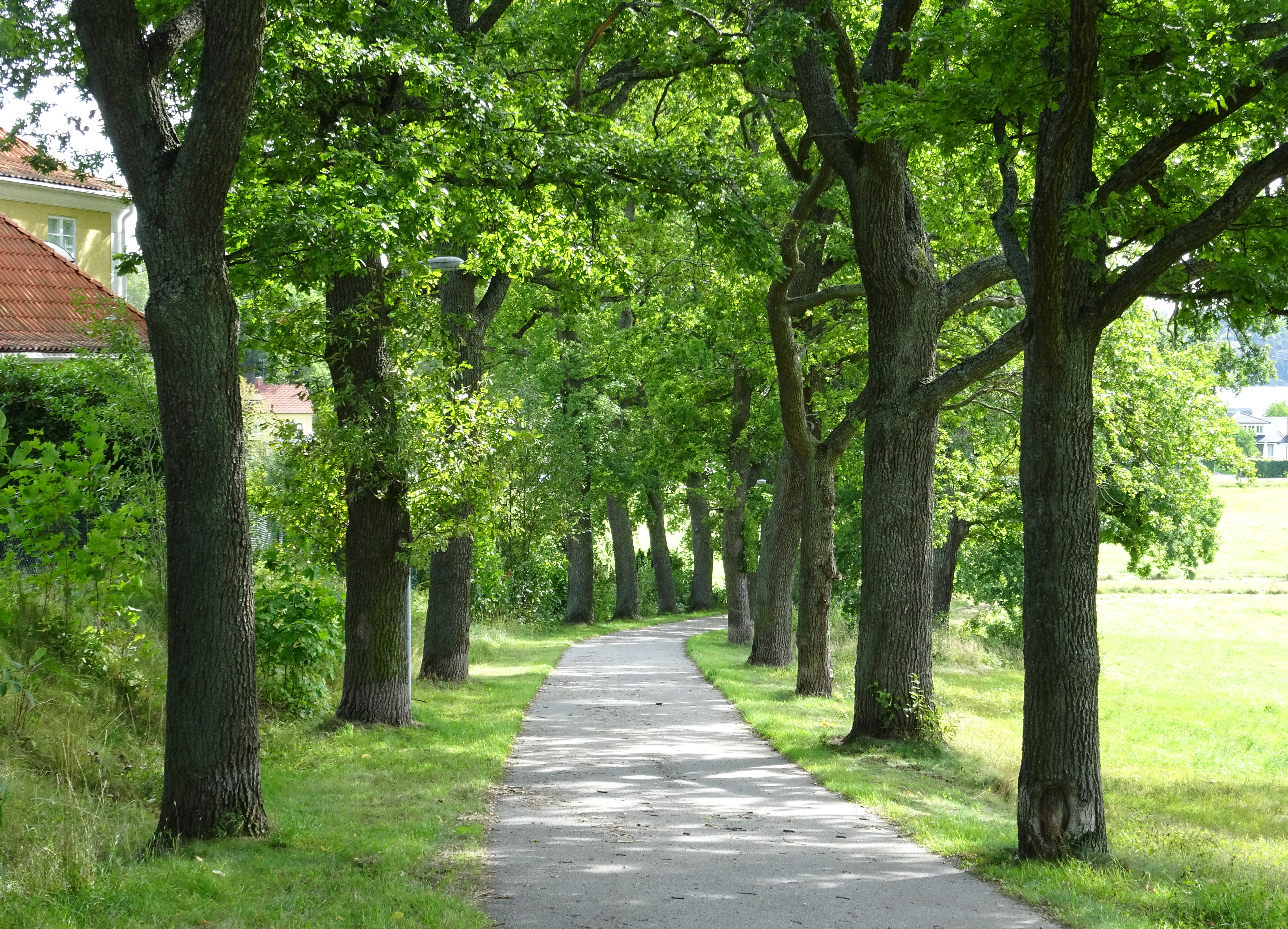
Östra allén.